# Classically Sedaka
Classically Sedaka, musikalbum av Neil Sedaka, utgivet 1995 på skivbolaget Vision. Albumet är producerat av Nail Sedaka.
På detta album sjunger Sedaka nyskrivna texter av honom själv till välkända klassiska musikstycken.

## Låtlista
1. Prologue (Pjotr Tjajkovskij)
2. A Moscow Night (Pjotr Tjajkovskij) (6:e symfonin)
3. Turning Back the Hands of Time (Giacomo Puccini) (Nessun dorma ur Turandot)
4. The Keeper of My Heart (Sergej Rachmaninov) (Rhapsody & Variations)
5. Never Ending Serenade (Frédéric Chopin) (Nocturne, op. 9 nr 2)
6. Steel Blue Eyes (Ludwig van Beethoven) (Patétique, op. 13)
7. Santiago (Giuseppe Verdi) (Sempro libera)
8. I'm Always Chasing Rainbows (Frédéric Chopin) (Fantasie Impromptu)
9. There Is a Place (Franz Liszt) (Liebestraume)
10. Clair de lune (Claude Debussy)
11. I'll Sing You Song (Frédéric Chopin) (etyd nr 3)
12. Honey of My Life (Ludwig van Beethoven) (Fûr Elise)
13. As Gentle As a Summer's Day (Robert Schumann) (Traumeri)
14. Goodnight My Love, Goodnight (Sergej Rachmaninov) (Concerto nr 2)